# Ранкове шосе
«Ранкове шосе» — радянський художній фільм 1988 року, знятий режисером Валерій Федосов на Одеській кіностудії.

## Сюжет
Південь Радянського Союзу. Водій таксі Антон Клямін погоджується за три тисячі рублів здійснити рейс: перевезти банки зі згущеним молоком у гори. Дорогою герой потрапляє в аварію, одна з банок дає тріщину. І Кляміну тільки зараз стає зрозумілим, що в нешкідливих банках він перевозить наркотики. Тут же виявляє себе і «Мерседес», що таємно прямує за вантажем. Антон починає протестувати. Злочинці пропонують йому співпрацювати, але він рішуче відмовляється, і його починають шантажувати

## У ролях
- Родіон Нахапетов — Антон Клямін
- Наталія Сайко — Лера
- Оксана Фандера — Наталка (озвучила Ірина Мазуркевич)
- Тетяна Кравченко — Антоніна
- Микола Рушковський — Серафим Куприємнович
- Валентин Троцюк — Віталій
- Віра Титова — Макеїха
- Сергій Плотников — Ніколаєв
- Віктор Євграфов — Юхим
- Наталія Атаманова — епізод
- К. Алексєєв — епізод
- Сергій Бистрицький — епізод
- Наталія Батрак — Оля
- Борис Боровський — відвідувач пивної
- Олександр Агєєнков — епізод
- Олег Грищук — епізод
- Гіві Джаджанідзе — епізод
- Катерина Зайцева — епізод
- Валерій Мотренко — Яша
- Марія Оссовська — епізод
- Віктор Павлов — епізод
- Лев Перфілов — Петрович (озвучив Станіслав Соколов)
- Юрій Перов — епізод
- Віктор Павловський — дядько Сашко
- Юрій Рудченко — диспетчер
- Володимир Скоропад — епізод
- Юлія Скарга — епізод
- Анатолій Скорякін — епізод
- Станіслав Соколов — епізод
- Ф. Сиренко — епізод
- Михайло Терещенко — епізод
- Наталія Хорохоріна — Клава
- Євген Філатов — епізод
- Юрій Чорний — епізод
- Микола Шутько — Миколайович
- Наталія Юнгвальд-Хількевич — епізод
- Ігор Афанасьєв — епізод
- Петро Шидивар — священик
- Рудольф Мухін — автослюсар
- Олександр Густавсон — лікар
- Володимир Маслаченко — коментатор на футбольному матчі

## Знімальна група
- Режисер — Валерій Федосов
- Сценарист — Ілля Штемлер
- Оператор — Володимир Дмитрієвський
- Композитор — Ігор Кантюков
- Художник — Леонід Розсоха